# 高井千帆
高井 千帆（たかい ちほ、2001年11月20日- ）は、日本のタレント、女優、ファッションモデル。LARME OFFICIAL GIRL。元B.O.L.T、元浪江女子発組合、元ロッカジャポニカ、元3B junior、元みにちあ☆ベアーズ。
東京都出身。スターダストプロモーション所属。

## 来歴
※グループとしての活動はそれぞれのクループ（B.O.L.T、浪江女子発組合、ロッカジャポニカ、3B Junior、みにちあ☆ベアーズ）のページを参照。
2012年
11月24日、スカウトによってスターダストプロモーションに加入。
2013年
4月、みにちあ☆ベアーズに加入。
2014年
3月9日、みにちあ☆ベアーズ解散。
11月1日、3B juniorに加入。
2016年
1月27日、ロッカジャポニカとして1stシングル「ワールドピース」を発売し、キングレコードよりメジャーデビュー。
2018年
4月14日 - 2019年3月9日、サムライ・ロック・オーケストラの舞台「マッスルファンタジー オズの魔法使い」にドロシー役として出演。（4月14日 群馬公演、6月10日 富山公演、9月2日 埼玉公演、9月17日 札幌公演、10月7日 東京公演、2019年1月19日 大分公演、2月16日 鹿児島公演、3月9日 沖縄千穐楽公演）
2019年
4月29日、ロッカジャポニカとしての活動が終了。
7月15日、元ロッカジャポニカの内藤るな・高井千帆・平瀬美里の3人に、青山菜花・白浜あやを加えた5人の新ユニット「B.O.L.T」のメンバーとして活動を開始。
8月17日 - 26日、東京・明治座で行われた舞台「ももクロ一座特別公演」に出演。
11月24日、浪江女子発組合のメンバーとして「復興なみえ町十日市祭」のステージに出演。以降、浪江女子発組合の活動も行う。
2020年
7月15日　B.O.L.Tとして1stアルバム『POP』を発売し、EVIL LINE RECORDS（キングレコード）よりメジャーデビュー。
10月20日、楽曲「Don't Blink」が主題歌となったテレビドラマ『どんぶり委員長』（BSテレ東）のオンライン記者会見に登壇し、B.O.L.Tを代表して挨拶した。
2021年
7月21日、『LARME』（徳間書店）レギュラーモデルオーディション」に参加することが公表された。
8月22日、「LARMEレギュラーモデルオーディション」2位で準グランプリとなった。
11月19日、10代最後の日にセルフプロデュース公演「B.O.L.T ONE MAN LIVE@LIQUIDROOM」を3部制で開催。
2022年
9月12日、初のデジタルアート作品「Chii’s Kitchen」（ちぃずキッチン）を発表。食材を擬人化したキャラクター全30種類をNFTマーケットプレイス「OpenSea」にて9月25日より毎日1つずつ30日間連続でNFTアートとして販売。 また、それに先駆けて9月13日にYouTube番組「高井千帆 世界進出!! 一緒にNFTを学ぼう!!」の生配信も実施された。
11月20日、21歳の誕生日当日、B.O.L.Tのワンマンライブ「B.O.L.T Autumn SP」（会場：ダンスホール新世紀）の1部にてセルフプロデュース公演「21 year-old Chii’s Party『You & I』」を開催。
2023年
3月6日 『第1回スタコミュAWARD ～初の栄冠は誰の手に!?～』に出演。
4月9日、浪江町で開催された「第10回定期大会」にて浪江女子発組合を卒業。
4月15日、B.O.L.Tラストライブ「B.O.L.T The LAST」をもってB.O.L.Tが解散。 10年間のアイドル活動を終えた。
7月12日 - 17日 サンシャイン劇場にて上演された舞台「幕が上がる」にガルル役として出演。
11月2日 - 5日 シアター1010にて上演された舞台「魔法歌劇アルマギア Episode.0」にミア・イクタル役として出演。
12月5日 KANDA SQUARE HALLにて上演された東京やかんランド vol.4「新星組～幕末薬缶見廻隊～」に原田平助役として出演。
2024年
5月9日  - 19日 東京芸術劇場 シアターウエスト、長久手市文化の家 風のホールにて上演の舞台「ドレミの歌」に蓮華穂香役として出演。
9月25日 - 29日 六行会ホールにて上演の舞台「Girls Live Action『降臨SOUL』風燐火斬」に伊井田尚役として出演。
2025年
1月26日 MsmileBOX渋谷にて開催の「降臨SOUL 朗読劇&トウクシヨウ 澁谷降臨」に出演。
5月11日 山﨑悠稀誕生日イベント「悠園地2025」2部にゲスト出演。
5月21日 - 25日 六行会ホールにて上演の舞台「Girls Live Action『降臨SOUL』〜是非ニ及バズ〜」に伊井田尚役として出演。
7月19日 浅草花劇場で上演の朗読劇舞台『永久保貴一の極めて怖い話 2025』に出演。
8月21日 - 31日 中野・ザ・ポケットで上演の舞台『素晴ラシキ世界ノ片隅デ-Refrain-』に主演で出演。
9月11日 - 13日 マーダーミステリーステージ 『聖者の行進』－神の台本―に出演。
10月11日 - 13日 舞台「降臨SOUL」のイベント「降臨祭2025」「降臨TALK in 降臨祭」に出演。
2026年
5月13日 - 17日 六行会ホールにて上演の舞台「Girls Live Action『降臨SOUL』〜六文銭ノ誓イ〜」に伊井田尚役として出演予定。

## 人物
- ニックネームは「ちぃ」「ちぃちゃん」[34]。
- 趣味／特技は、音楽を聴くこと、アイドルさんのブログを見ること、字を書くこと[34]。
- 身長は160.5cm。2020年11月に病院で測って160cmを超えていたことをInstagramのストーリーで報告した。
- 医療事務認定実務者の資格を取得したことを2021年1月19日にInstagramで報告した[35]。
- パーソナルリンパケアリストの資格を取得したことを2022年12月27日にInstagramで報告した[36]。
- 絵のセンスが独特で「画伯」と呼ばれることもある。顔を描く際には歯をはっきりと描くことが多いのが特徴。
- 好きな食べ物は、「マグロ」「ぼんじり」「砂肝」「お芋」[34]。
- 好きなアイドルは所属事務所のスターダストプロモーションの先輩であるももいろクローバーZ、推しは玉井詩織。同事務所以外ではベイビーレイズJAPAN、推しは傳谷英里香。
- ロッカジャポニカのメンバー内では平瀬美里と特に仲が良く、「ちぃみぃ」コンビと称していた。
- ロッカジャポニカメンバー外では、元3B juniorの永山真愛、ばってん少女隊の上田理子、ukkaの川瀬あやめと懇意にしている。
- 同じスターダストプロモーションの川瀬あやめ（ukka）、公野舞華（元Awww!）とは同じ高校の同級生だった[37]。
- ロッカジャポニカ時代の自己紹介では、亀にも抜かれるのんびり屋、マイペースで負けず嫌いと称していた。
- ロッカジャポニカでは2017年10月1日よりMCを担当していた[38]。B.O.L.TでもMCを担当していた。
- 2018年9月29日のロッカジャポニカのワンマンライブではドラム演奏を初披露[39]。以降もドラムの練習を続けている[40]。2020年3月19日の『しおこうじのお台場フォーク村』、2021年11月19日と2022年11月20日のB.O.L.Tのライブでもドラム演奏も披露した。
- TEAM SHACHIの秋本帆華と元たこやきレインボーの清井咲希とのユニット「ほのさきちぃ」にも参加している。
- 2021年の『LARME』レギュラーモデルオーディションで2位となり、LARME OFFICIAL GIRLとしても活動していた[41]。
- ファンの愛称は「ちほすきすき団」。上述のLARMEオーディションに際して内藤るなが命名した。[42]

## 出演
※グループとしての出演はそれぞれのクループ（B.O.L.T、浪江女子発組合、ロッカジャポニカ、3B Junior、みにちあ☆ベアーズ）のページを参照

### 映画
- 時ノカケラ（A Piece of Dogu）[43][44]（2013年）
- 彼の瞳に映る僕[45]（2025年）

### TV
- 清塚信也のガチンコ3B junior（フジテレビNEXT）
- 3B junior高井千帆とガチンコ3へきくちから（フジテレビNEXT）
- Takanori Music Revolution（フジテレビNEXT）
- 坂崎幸之助のももいろフォーク村NEXT（フジテレビNEXT）第84夜（2021年5月30日）[46]
- コアラモード.小幡康裕のガチンコスターダストプラネット（フジテレビNEXT）
- おいしい記憶きかせてください（BSフジ）（2019年12月15日）[47]
- ももクロと行く！ 広島県編（BS日テレ）[48]
- ドラマW 父と息子の地下アイドル（WOWOW）（2020年2月23日）[49]
- しおこうじのお台場フォーク村（フジテレビNEXT）第120夜（2021年5月26日）、第124夜（2021年9月14日）、第127夜（2021年12月14日）、第132夜（2022年5月10日）、第139夜（2022年12月15日）、第151夜（2023年12月14日）[46]
- ほのさきちぃ 秋本帆華/清井咲希/高井千帆 へきくちから（フジテレビNEXT）（2021年6月24日）
- じゃない方の彼女（テレビ東京系列）（2021年10月18日、10月25日） - 第2話 第3話 学生役[50]
- スターダストプラネットへきくちから（フジテレビNEXT）（2022年3月31日）
- 全力坂（テレビ朝日）（2023年1月31日、2月7日、2月15日）[51][52][53]
- 「レギュラー番組への道『擬人化ドラマ 被告人パンダ』」（NHK総合）（2025年3月23日） - 検察官 役
- ゼッケン！（日本テレビ）（2025年4月26日、7月19日）
- 【ドラマ24】ディアマイベイビー～私があなたを支配するまで～（テレビ東京系列）（2025年5月9日） - 第6話

### ラジオ
- GIRLS♥GIRLS♥GIRLS =RED ZONE= Radio have Fun（FM FUJI）（2022年5月24日、2024年3月26日、4月2日、9月17日）[54]
- ま～ぶる！ファミリーレストランと海平和のめちゃうま（KBS京都）（2022年6月6日）
- キャッチ！（e-radio）（2022年6月6日）
- 推シマシ（CBCラジオ）（2022年6月23日、12月8日）
- 内山絵里加のふくわうち（SBSラジオ）（2022年6月23日）
- Meets up Friday（FM GIFU）（2022年6月24日）
- OH! MY CHANNEL!（東海ラジオ）（2022年6月24日）
- いぎなり東北産・橘花怜のスタプラアイドルラジオ（ニッポン放送）（2022年11月12日、11月19日）

### 舞台
- マッスルファンタジー オズの魔法使い（2018年） - ドロシー 役[55]
- ももクロ一座特別公演（2019年、明治座）[8]
- 幕が上がる（2023年、サンシャイン劇場） - ガルル 役[22]
- 魔法歌劇 アルマギア〜Episode.0〜（2023年、東京・シアター1010） - ミア・イクタル 役[23]
- 東京やかんランド vol.4 「新星組〜幕末薬缶見廻隊〜」（2023年12月5日、KANDA SQUARE HALL） - 原田平助 役
- ドレミの歌（2024年5月9日 - 12日、東京芸術劇場 シアターウエスト / 5月18日・19日、長久手市文化の家 風のホール） - 蓮華穂香 役[24]
- Girls Live Action『降臨SOUL』〜風燐火斬〜（2024年9月25日 - 29日、六行会ホール） - 伊井田尚 役[25][56]
- 降臨SOUL 朗読劇&トウクシヨウ 澁谷降臨（2026年1月26日、MsmileBOX渋谷）[26]
- Girls Live Action『降臨SOUL』〜是非ニ及バズ〜（2025年5月21日 - 25日、六行会ホール） - 伊井田尚 役[28]
- 朗読劇舞台『永久保貴一の極めて怖い話 2025』（2025年7月19日、浅草花劇場）[29][57]
- E-Stage Topia Produce『素晴ラシキ世界ノ片隅デ-Refrain-』（2025年8月21日 - 31日、ザ・ポケット） - 主演[30]
- マーダーミステリーステージ 『聖者の行進』－神の台本―（2025年9月11日 - 15日、浅草花劇場） - 11日 緑樹松秀 役、12日 - 13日 紫苑マコト 役[31]
- Girls Live Action『降臨SOUL』〜六文銭ノ誓イ〜（2026年5月13日 - 17日、六行会ホール） - 伊井田尚 役[33]

### CM・広告
- 花王 新聞広告モデル（2014年）
- 株式会社バンダイナムコエンターテインメント「太鼓の達人 ドンダフルフェスティバル」（2023年）[58][59]
- 富士フイルム「KiT Photo Album Cues」（2024年）[60]
- 小田原市「小田原謎解き街歩き」プロモーションモデル（2024年）[61]
- 「Omiai」（2025年）[62]
- ユニクロUTショートドラマ「彼がくれたもの」（2025年）[63]

### モデル
- That's life（2023年7月、2025年1月）[64][65]

### ミュージックビデオ
- tofubeats×森高千里“Don't Stop The Music”PV （2013年）

### 書籍・雑誌
- 「OVERTURE」No.020（2019年9月27日発売）[66]
- 「LARME」2021年11 月号（2021年9月16日発売）、2022年2月号（2021年12月17日発売）、2022年8月号（2022年6月17日発売）
- 「BOMB」2023年8月号（2023年7月7日発売）[67]、2024年10月号（2024年9月9日発売）
- 「季刊ガーリーフォトブック ihme issue17 Bella」（2025年1月31日発売）

### インターネットテレビ／ライブ動画配信
- 川上アキラの人のふんどしでひとりふんどし（テレ朝動画）
- 柚姫の部屋（2020年5月11日、5月25日、9月14日、12月14日、12月28日、2021年3月8日、5月3日、9月20日、10月18日、YouTube）
- 夢月メイクチャンネル（2022年7月2日、YouTube）[68]
- やかんとアイドル（2022年10月11日 - 15日、10月22日、YouTube）[69][70]
- SHAKE UP WALLOP（2022年11月29日、2023年1月10日、WALLOP）
- 第1回スタコミュAWARD ～初の栄冠は誰の手に!?～（2023年3月6日、ABEMA）[19]
- アルマギア情報局 第145回、第146回（2023年11月2日、YouTube）[71][72]
- LeminoBOXING「PHOENIX BATTLE 136」（2025年5月27日、Leminoプレミアム）[73]
- 降臨TALK 〜 たけぽよ、天下人への道 〜　第10回（2025年7月29日、YouTube）[74]

### WEB
- おっかけ！3B junior 高井千帆 2016年11月20日
- 3B junior原色図鑑 zero 高井千帆 2018年6月1日
- おっかけ！3B junior 高井千帆 2018年7月11日
- U18 zero 高井千帆① 2019年2月17日
- おっかけ！3B junior －番外編－ 高井千帆 2019年2月22日
- U18 zero 高井千帆② 2019年2月25日
- U18 zero 高井千帆③ 2019年3月11日
- U18 zero 高井千帆④ 2019年3月30日
- 「ここから、高井千帆」 2019年4月29日
- STARDUSTWEB 「高井千帆」の10のコト 2020年10月11日[75]
- カンフェティ「大反響を巻き起こした『降臨SOUL』の続編。劇場もサイズアップして上演！　新たなる武将と降臨マスターが桃歌達の前に現れる」2024年9月4日[76]
- logirl「Daily logirl #167」[77]
- ihmeインタビュー モデル･ 女優：高井千帆「ihmeの世界観に入ることが出来て、すごく嬉しい気持ちです」 2025年4月[78]

### ショートムービー
- 「紅茶の時間」（2023年12月24日、YouTube）[79]
- 「就活は人狼ゲーム 前編」「就活は人狼ゲーム 後編」（2025年、BUMP） - 2番 副島美咲 役[80]

## 作品
※グループとしての作品はそれぞれのクループ（B.O.L.T、浪江女子発組合、ロッカジャポニカ、3B Junior、みにちあ☆ベアーズ）のページを参照

### オリジナル曲
| 発表年 | タイトル      | 作者                                     | 備考                                                                          |
| ------ | ------------- | ---------------------------------------- | ----------------------------------------------------------------------------- |
| 2016年 | My Life Story | 作詞：高井千帆 作曲：太田雄大            | 9月29日放送の「3B junior高井千帆とガチンコ3へきくちから」にて完成版を初披露。 |
| 2018年 | キミと笑顔    | 作詞・作曲：IMAKISASA 編曲：ジンツチハシ | 2018年12月12日発売のロッカジャポニカ 5thシングル「MUGEN」（高井千帆盤）に収録 |

### その他の参加作品
- 「CatWalk」（KAMOSHIKA）[83]
- 「竜人くんが大好きです♡」（イヤホンズ×内藤るな・高井千帆・平瀬美里（ex.ロッカジャポニカ）×清竜人）[84]
- 「ももクロ一座特別公演」Blu-ray[85]
- 「チュートリアルな恋」（ほのさきちぃ）
- 「私の魔法」（ほのさきちぃ）
- 「舞台 幕が上がる」DVD[22]